# Richard Tempest
Sir Richard Tempest of Giggleswick (* um 1408; † 1488) war ein englischer Ritter.

## Leben
Sir Richard war ursprünglich ein treuer Anhänger des Hauses Lancaster und kämpfte während der Rosenkriege 1460 bei der Schlacht von Northampton, bei Wakefield und 1461 bei der Niederlage in Towton aufseiten der Roten Rose.
Richard Tempest wurde in Wakefield durch John Clifford, 9. Baron de Clifford zum Ritter geschlagen.
Im Juli 1465 nahm Richard Tempest den Lancasterkönig Heinrich VI., der auf der Flucht war, als Gast auf und bewirtete ihn auf seinem Anwesen in Waddington Hall.
Der Aufenthaltsort Heinrichs wurde an die Yorkisten verraten und es kam zu einem Handgemenge auf dem Schloss. Heinrich und seine Begleiter, unter Ihnen Sir Richard Tunstall, konnten entkommen. In den Quellen finden sich unterschiedliche Mutmaßungen über diesen Verrat. Einige sehen John Tempest, Richards Bruder, der mit den Yorkisten sympathisierte, als Verantwortlichen für den Verrat, andere Quellen sagen, dass Sir Richard selber den Verrat beging.
Die Familie Tempest wurde kurz danach jedenfalls mit Ländereien belohnt, behielt ihren Besitz während der Herrschaft Eduard IV. aus dem Hause York und stand zuletzt aufseiten der Weißen Rose.
Sir Richard diente 1469/70 als Sheriff of Lincolnshire und kämpfte 1482 unter Richard, Duke of Gloucester, dem späteren König Richard III., gegen Schottland.
Am 22. August 1485 kämpfte Richard Tempest für Richard III. in der Schlacht von Bosworth, wo dieser zu Tode kam und die Weiße Rose unterging.
Sir Richard starb 1488 und hat seine letzte Ruhestätte in der St. Alkelda Church, Giggleswick.

## Ehe und Nachkommen
Sir Richard war zweimal verheiratet.
In erster Ehe mit Sybill und in zweiter Ehe mit Mabel Strickland.
Mit Mabel hatte Sir Richard zumindest eine Tochter:
- Dowsabel ⚭ Thomas Darcy, 1. Baron Darcy de Darcy[14]